# Siegfried von Basch
Samuel Siegfried Karl Ritter von Basch (Praag, 9 september 1837 – Wenen, 25 april 1905) was een Joods Tsjechisch-Oostenrijks geneesheer die het meest bekend werd als de persoonlijk arts van keizer Maximiliaan van Mexico en als de uitvinder van de bloeddrukmeter. 
Von Basch studeerde aan de Universiteit van Praag, evenals aan die van Wenen. In 1857 studeerde hij chemie aan het laboratorium van Ernst Wilhelm von Brücke in Wenen, en vijf jaar later begon hij zijn medische praktijk en fungeerde hij tot 1865 achtereenvolgens als assistent bij de colleges van diverse professoren aan de Universiteit van Wenen. Aansluitend werd Von Basch aangesteld tot hoofdchirurg in het militair ziekenhuis van Puebla in Mexico en spoedig hierna werd hij de lid van de medische staf van Maximiliaan van Mexico, die in 1864 door zijn broer Frans Jozef en op voorspraak van Napoleon III van Frankrijk tot keizer van Mexico was aangesteld. Hij bleef 10 maanden met de onfortuinlijke monarch verbonden tot diens dood op 19 juni 1867.
Na de executie van Maximiliaan door de republikeinse leider Benito Juárez ontfermde von Basch zich over zijn lichaam en bracht dit met het schip de Elizabeth terug naar Oostenrijk.
In 1870 werd von Basch aangesteld tot wetenschappelijk medewerker in experimentele pathologie aan de Universiteit van Wenen en in 1877 als assistent-hoogleraar. In 1881 ontwikkelde hij de sfygmomanometer, een medisch instrument om bloeddruk te meten.
Von Basch werd in de adelstand verheven door keizer Frans Josef voor zijn aandeel in de onderneming van Maximiliaan in Mexico.

## Gepubliceerd werk
Het meest bekende werk van von Basch is Erinnerungen aus Mexico uit 1868. Het werk is geschreven uit de memoranda, de dagelijkse aantekeningen die von Basch en de legerofficieren luitenant Pitner en majoor Becker maakten op verzoek van Maximilliaan tijdens de oorlogshandelingen van Maximilliaan tegen de Mexicaanse opstandelingen. 
Ook heeft von Basch artikelen geschreven over de weefselleer van twaalfvingerige darm, de anatomie van de blaas en de fysiologischesche effecten van nicotine.
- Gemeinsame Normdatei: 116076135
- International Standard Name Identifier: 0000 0000 6677 0463
- Library of Congress Control Number: n00044150
- Nationale Bibliotheek van Tsjechië: jk01011056
- Nationale Bibliotheek van Israël: 987007258235705171
- Nationale Bibliotheek van Polen: a0000001754819
- Nederlandse Thesaurus van Auteursnamen: 166303062
- SNAC: w63v3x88
- Système universitaire de documentation: 080570607
- Trove: 1064714
- Virtual International Authority File: 45045297
- WorldCat: E39PBJptVT9hRq67QXQjBj8Bfq